# 보르지기트 소드남도르지
박이제길특 색특납목다포제(博爾濟吉特 索特納木多布濟, 1783년 4월 8일 ~ 1825년 7월 10일)는 중국 청나라 제7대 황제 가경제(嘉慶帝)의 서녀(庶女)인 장경화석공주(莊敬和碩公主)의 부군(夫君)이다.

## 생애
그는 1798년 15세 때 2년 연상의 장경화석공주(庄敬和硕公主)와 결혼하였고 이듬해 1799년에는 장조부 건륭태상황제(乾隆太上皇帝)의 붕어(崩御)를 목도하였으며 부인(夫人)과의 사이에 슬하 자녀가 없었던 그는 1811년 3월 12일에 부인 장경화석공주(莊敬和碩公主)를 천연두로 상배(喪配)하였고 이후 7년이 지난 1818년에 당시 7살 난 7촌 재종조카 보르지기트 셍게린첸(博爾濟吉特 僧格林沁)을 양자(養子)로 삼았다.
이후 그는 1825년 7월 10일에 만성 소갈증으로 인하여 향년 42세로 훙서(薨逝)하였다.